# ドロゴブージ公 (ドロホブージ)
ドロゴブージ公（ロシア語: Князь Дорогобужский）は、中世の南ルーシに存在したドロゴブージ公国の君主の称号である（「公」はクニャージからの訳出による）君主号・公国の名は、その首都だったドロゴブージ（現ウクライナ・リウネ州ドロホブージ）による。

## ドロゴブージ公の一覧
- ダヴィド・イーゴレヴィチ - 在位：1084年 - 1086年、1100年 - 1112年
- アンドレイ・ウラジミロヴィチ - 在位：1120年 - 1134年　※兼ヴォルィーニ公
- ウラジーミル・アンドレエヴィチ - 在位：1150年 - 1152年[1]
- ウラジーミル・ムスチスラヴィチ - 在位：1152年 - 1156年
- ウラジーミル・アンドレエヴィチ - 在位：1156年 - 1170年[1]（再任）
- ウラジーミル・ムスチスラヴィチ - 在位：1170年 - 1171年（再任）
- ムスチスラフ・ウラジミロヴィチ - 在位：1171年 - 1173年
- フセヴォロド・ヤロスラヴィチ - 在位：1180年 - 1186年頃
- イジャスラフ・イングヴァレヴィチ - 在位：1220年頃 - 1223年頃
- ムスチスラフ・ヤロスラヴィチ - 在位： - 1227年　※兼ルーツク公

ムスチスラフ・ヤロスラヴィチの死後、ヴォルィーニ公国（後にガーリチ・ヴォルィーニ公国）に併合